# Яшин, Дмитрий Валерьевич
Дмитрий Валерьевич Яшин (род. 25 апреля 1993, Похвистнево, Самарская область) — российский футболист, защитник клуба «Кубань».

## Биография

### Начало карьеры
В 19 лет переехал из Самары в Грозный. С 2013 года — игрок ФК «Терек», за молодёжную команду в 2013—2014 годах провёл 40 матчей, забил 11 голов. Играл на правах аренды в клубах: «Сокол» Саратов — один матч 24 августа 2014 года против ФК «Тосно» (1:2), ФК «Орёл» — 6 матчей в апреле — июне 2015, «Байкал» Иркутск — 16 игр, два мяча в августе — ноябре 2015.

### «Крумкачи»
В феврале 2016 года футболист проходил просмотр в белорусском клубе «Крумкачи». Дебютировал за клуб 9 апреля 2016 года в матче против гродненского «Немана». Футболист с самого начала сезона закрепился в основной команде клуба. Всего за клуб сыграл 25 матчей в Высшей Лиге, результативными действиями не отличившись.
В феврале 2017 года футболист продолжил тренироваться с белорусским клубом. Вскоре футболист официально перешёл в «Крумкачи» на постоянной основе. Первый свой матч за клуб сыграл 2 апреля 2017 года против «Витебска». Свой дебютный гол за клуб забил 8 июля 2017 года в матче Кубка Белоруссии против клуба «Молодечно-2018». В августе 2017 года расторг контракт с клубом из-за финансовых и инфраструктурных проблем в клубе.

### «Гандзасар»
В августе 2017 года футболист перешёл в армянский клуб «Гандзасар». Дебютировал за клуб 27 августа 2017 года в матче против клуба «Урарту». Свой дебютный гол за клуб забил 11 октября 2017 года в матче Кубка Армении против клуба «Арарат-Армения». Первым голом в чемпионате отличился 22 октября 2017 года в матче против клуба «Алашкерт». Футболист закрепился в основной команде клуба, став одним из ключевых защитников. В мае 2018 года стал обладателем Кубка Армении, где в финале был побеждён «Алашкерт», однако сам игрок в том матче находился на скамейке запасных и на поле так и не вышел. Всего за сезон проведённый в клубе футболист записал в свой актив 3 забитых гола и 3 результативные передачи. Также стал бронзовым призёром армянской Премьер Лиги.

### «Луч» и «Дняпро»
В августе 2018 года вернулся в белорусский чемпионат, подписав контракт с минским «Лучом». Дебютировал за клуб 1 сентября 2018 года в матче против могилёвского «Днепра». Дебютный гол за клуб забил 23 сентября 2018 года в матче против минского «Динамо». Футболист с ходу закрепился в основной команде клуба, в дебютном сезоне проведя 11 матчей, в которых отличился своим единственным забитым голом.
В декабре 2018 года футболист продлил свой контракт с минским клубом. Затем перед началом нового сезона минский клуб объединился с могилёвским «Днепром» в футбольный клуб «Дняпро», в котором футболист и продолжил выступать. Первый матч сыграл 12 апреля 2019 года против мозырской «Славии». Первым результативным действием отличился 3 ноября 2019 года в матче против «Витебска», отдав результативную передачу. Закончил чемпионат вместе с клубом 14 месте, отправившись в стыковые матчи за сохранение прописки. В первом стыковом матче 5 декабря 2019 года против брестского «Руха» потерпели поражение с разницей в 1 гол. В ответной встрече уже могилёвский клуб вместе с футболист одержал победу в разницей в 1 гол, однако сам матч перешёл в серию пенальти где брестчане оказались сильнее. По окончании сезона футболист покинул команду, а сам клуб прекратил своё существование.

### «Торпедо-БелАЗ»
В январе 2020 года перешёл в «Торпедо-БелАЗ». Дебютировал за клуб 9 марта 2020 года в матче Кубка Белоруссии против солигорского «Шахтёра». Первый матч в Высшей Лиге за клуб сыграл 19 марта 2020 года против солигорского «Шахтёра». Дебютный гол за клуб забил 13 сентября 2020 года в матче против мозырской «Славии». Матч 26 октября 2020 года против «Слуцка» стал для футболиста 100 в Высшей Лиге. По итогу сезона футболист стал бронзовым призёром чемпионата. В дебютном сезоне за клуб провёл 31 матч во всех турнирах, отличившись забитым голом и результативной передачей.
В январе 2021 года футболист продлил контракт с жодинским клубом. Первый матч в сезоне сыграл 3 апреля 2021 года против «Витебска». В июле 2021 года вместе с клубом отправился на квалификационные матчи Лиги конференций УЕФА. Дебютный матч в рамках европейского турнира сыграл 22 июля 2021 года против датского «Копенгагена». Однако по итогу датский клуб оказался сильнее и футболист вместе с клубом покинули этап квалификаций. Первым голом отличился 24 октября 2021 года в матче против брестского «Руха». По ходу сезона был ключевым защитником клуба, сыграв в 25 матчах во всех турнирах, отличившись своим единственным забитым голом.
В начале 2022 года готовился к новому сезоне с жодинским клубом. Первый матч сыграл 13 марта 2022 года в рамках Кубка Белоруссии в ответной встрече против борисовского БАТЭ. Первый матч в Высшей Лиге сыграл 19 марта 2022 года против гродненского «Немана». Половину сезона футболист пропустил. По окончании сезона в декабре 2022 года покинул клуб. Всего за клуб принял участие в 78 матчах во всех турнирах, в которых отличился 2 голами и 1 результативной передачей.

### «Актобе»
В феврале 2023 года футболист перешёл в казахстанский клуб «Актобе».

## Достижения
«Гандзасар»
- Обладатель Кубка Армении: 2017/18
- Бронзовый призер чемпионата Армении: 2017/18

«Торпедо-БелАЗ»
- Бронзовый призёр чемпионата Белоруссии: 2020

«Актобе»
- Бронзовый призёр чемпионата Казахстана: 2023